# Гурбанов, Сейфаддин Али оглы
Сейфаддин Али оглы Гурбанов (азерб. Seyfəddin Əli oğlu Qurbanov; 19 октября 1962 — 16 ноября 2021) — украинский скульптор, народный художник Украины (2010), заслуженный художник Азербайджана (2017).

## Биография
Сейфаддин Гурбанов родился 19 октября 1962 года в селе Сиягут Норашенского района Нахичеванской АССР Азербайджанской ССР.
В 1989 году окончил Харьковский художественно-промышленный институт.
С 1991 года член Харьковской организации Союза художников Украины. С 1987 года начал участвовать в республиканских, всеукраинских и всесоюзных выставках. В 2004 году Сейфаддину Гурбанову присвоили звание Заслуженного художника Украины. 8 февраля 2010 года получил звание Народного художника Украины. Сейфаддин Гурбанов — доцент кафедры скульптуры Харьковской государственной академии дизайна и искусств.
Скончался 16 ноября 2021 года от COVID-19 в Турции.

## Творчество
Сейфаддин Гурбанов — автор ряда памятников в Харькове (памятники Александру Невскому, памятник архитектору Бекетову, композиций «Скрипач на крыше», «Первая учительница», «Инспектор ГАИ») и в других городах Украины (памятник Муслиму Магомаеву, памятник Насими и памятник Самеду Вургуну в Киеве, Зарифе Алиевой в городе Ирпенск). Является автором государственных и международных наград: «Золотой ягуар», «Европейское качество», «Высшая проба», «Золотой меркурий», «1000- летие». Он также является автором памятника «Древо жизни», установленного в Сквере мыслителей в Харькове в знак дружбы между Украиной, Казахстаном и Азербайджаном.

## Награды
- Заслуженный художник Украины (5 октября 2004 года) — за значительный личный вклад в социально-экономическое и культурное развитие Украины, весомые достижения в профессиональной деятельности, многолетний добросовестный труд[7]
- Медаль «Прогресс» (13 марта 2006 года, Азербайджан) — за деятельность в области солидарности азербайджанцев мира[8]
- Народный художник Украины (8 февраля 2010 года) — за весомый личный вклад в социально-экономическое икультурное развитие Украины, высокий профессионализм и многолетний добросовестный труд[9]
- Орден «За заслуги» ІІІ степени (24 августа 2017 года) — за значительный личный вклад в государственное строительство, социально-экономическое, научно-техническое, культурно-образовательное развитие Украины, весомые трудовые достижения и высокий профессионализм[10]
- Заслуженный художник Азербайджана (28 декабря 2017 года) — по случаю Дня солидарности азербайджанцев мира, за заслуги в развитии азербайджанской диаспоры, достижения в области культуры и искусства[11]
- Почётный гражданин Харьковской области (18 августа 2011 года)[12]